# Jehle

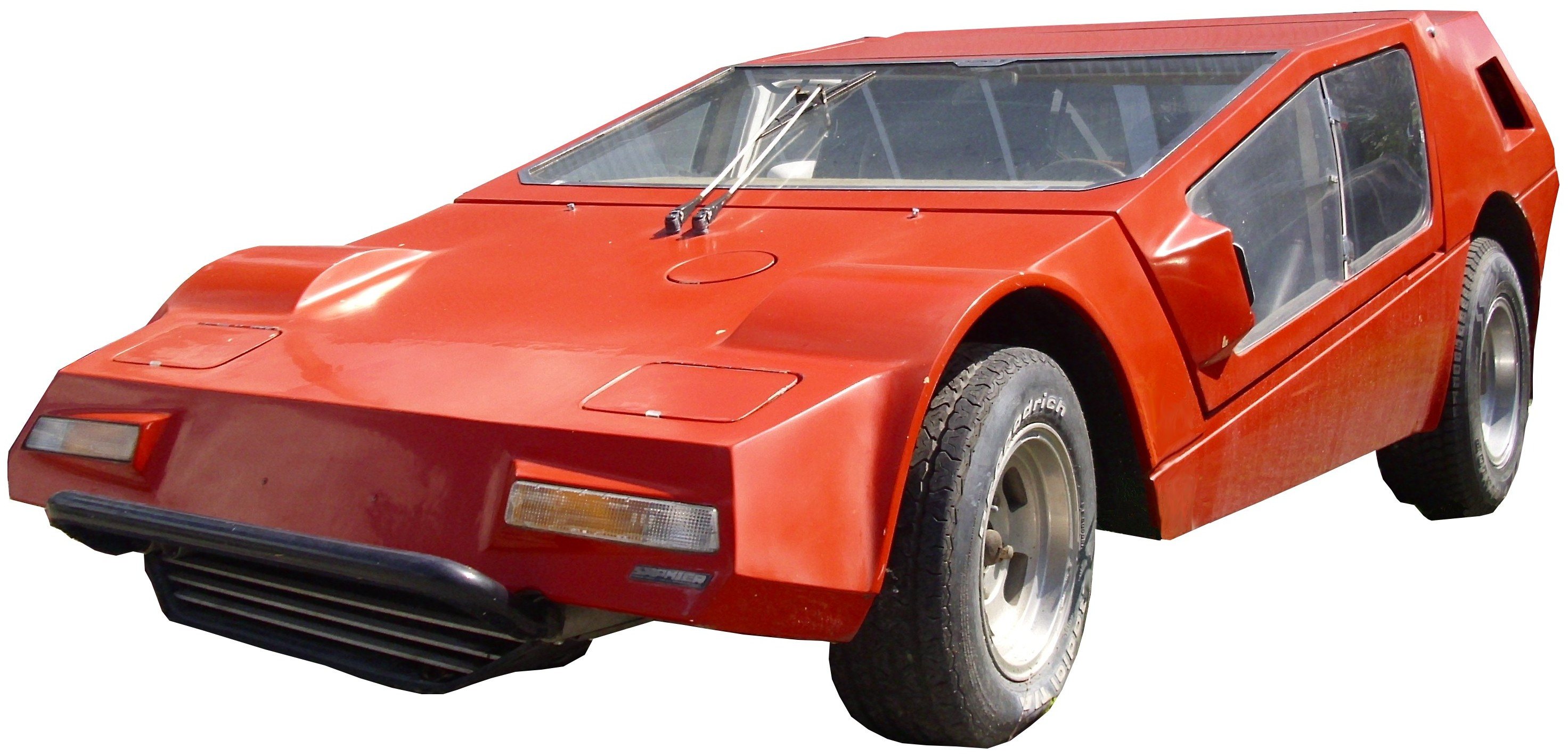
Jehle Saphier

Jehle was een Liechtensteins sportwagenmerk, actief in de late jaren tachtig.
Jehle werd opgericht door de tuner Xavier Jehle en is een van de twee Liechtensteinse automerken ooit.
Het enige model, de coupé Saphier bestond in verschillende uitvoeringen. De basisversie stond op een Volkswagen Kever-onderstel en had een Volkswagen Golf-motor; in de topversie zat een 5,0 liter V8 van Ford. Kort voor het merk werd opgeheven presenteerde Jehle een veel sportiever prototype, de Super Saphier. Deze had een V12 motor, moest doen denken aan de Lamborghini Countach, en is met een officieuze snelheid van 440 km/u nu nog een van de snelste auto's ooit gebouwd. Desondanks is Jehle een van de minst bekende automerken ooit gebleven.